# Centro Desportivo de Wutaishan

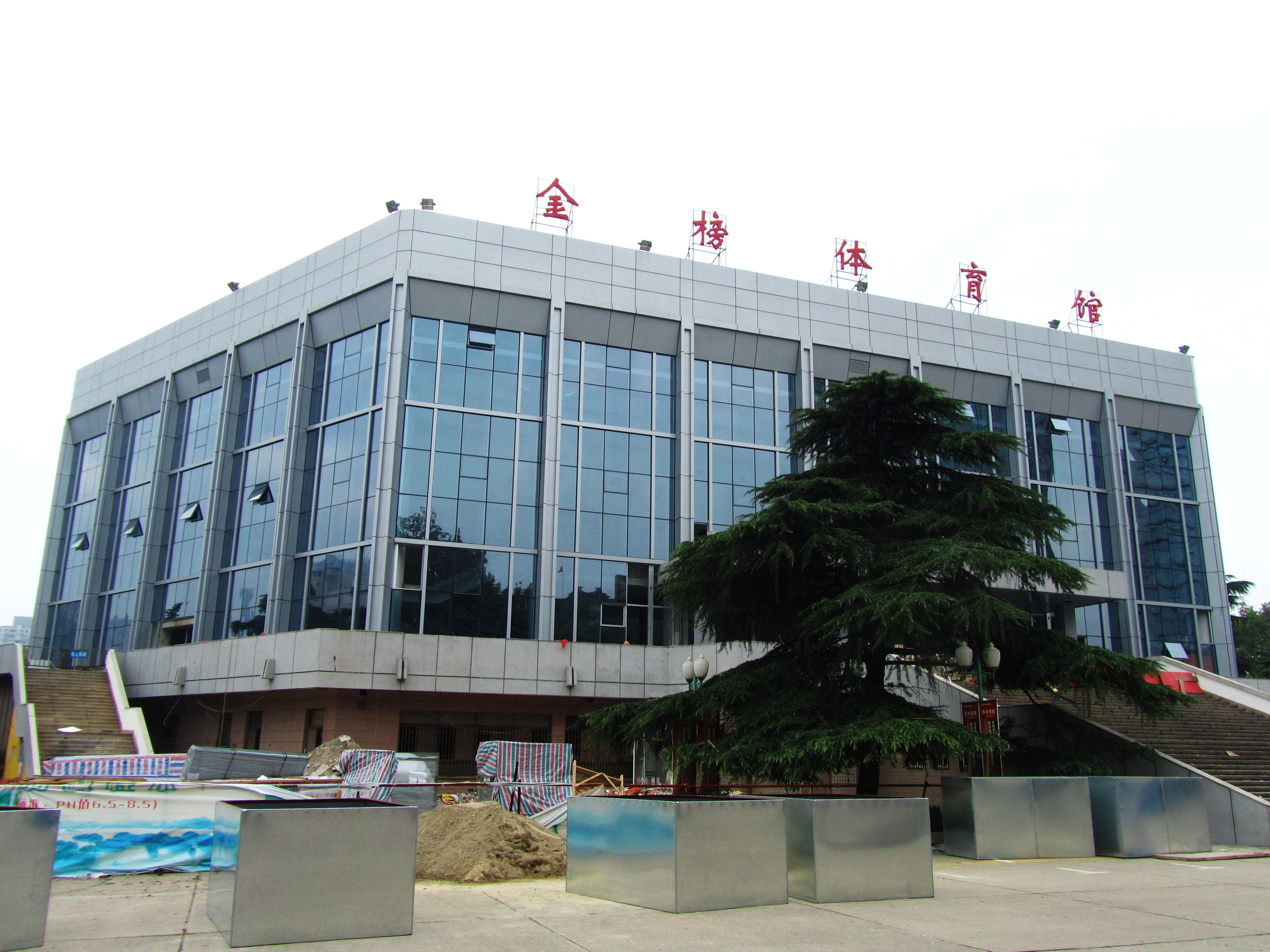
O Centro de Desportos de Wutaishan em 2012

O Centro Desportivo de Wutaishan é actualmente o maior centro de desportos e fitness em Nanquim. A infraestrutura construída em 1953 ocupa 146.740 metros quadrados de área, tendo um ginásio e um espaço para basquetebol adaptado de um court de ténis. Existe igualmente um estádio com 18.500 lugares. Em 2014, alberga os Jogos Olímpicos de Verão da Juventude de 2014 nas modalidades de futebol, basquetebol e tênis de mesa.